# Матчи сборной России по мини-футболу в 2008 году
Сборная России по мини-футболу начала 2008 год товарищескими матчами в Екатеринбурге в рамках турнира Кубок Финпромко, где обыграла сборные Хорватии и Украины, в результате чего стала победителем турнира.
Затем россиян ожидал отборочный турнир чемпионата мира 2008 года. Обыграв сборную Сербии, команда Олега Иванова вышла в плей-офф турнира, где по результатам двух матчей одолела сборную Беларуси и стала участником мундиаля.
В мае сборная России приняла участие в турнире в Норильске, где провела один международный матч против сборной Хорватии.
На первом групповом этапе чемпионата мира россияне проиграли бразильцам, но победы над сборными Кубы, Соломоновых островов и Японии позволили им пройти дальше. На втором групповом этапе сборная России уступила Испании, победила Парагвай и сыграла вничью с Аргентиной. Этого оказалось достаточно для выхода в полуфинал.
В полуфинале ЧМ россияне в упорной борьбе проиграли бразильцам. А в матче за третье место — итальянцам. Таким образом, россияне заняли на турнире четвёртое место.

## Статистика
- 15 сыгранных матчей, 9 побед, 2 ничьих и 4 поражения
- Забит 81 мяч, пропущено 39 мячей
- Самая крупная победа: Россия — Соломоновы острова 31:2
- Самое крупное поражение: Бразилия — Россия 7:0

### Игроки сборной в 2008 году
Цветом выделены игроки, дебютировавшие за сборную в 2008 году

#### Вратари
| Футболист                     | Дата рождения | Клуб       | Игр | Мячей |
| ----------------------------- | ------------- | ---------- | --- | ----- |
| Зуев, Сергей Николаевич       | 20.02.1980    | ВИЗ-Синара | 11  | 0     |
| Климовский, Леонид Михайлович | 22.03.1983    | ТТГ-Югра   | 2   | 0     |
| Пузанков, Антон               | 14.12.1987    | Дина       | 1   | 0     |
| Степанов, Павел Евгеньевич    | 04.10.1974    | Динамо     | 4   | 0     |

#### Полевые игроки
| Футболист                            | Дата рождения | Клуб                   | Игр | Мячей |
| ------------------------------------ | ------------- | ---------------------- | --- | ----- |
| Агапов, Константин Михайлович        | 18.10.1986    | ВИЗ-Синара             | 9   | 2     |
| Азизов, Марат Халитович              | 20.12.1985    | ЦСКА/Норильский никель | 12  | 2     |
| Голунов, Денис Валентинович          | 01.03.1990    | Дина                   | 1   | 0     |
| Душкевич, Константин Александрович   | 20.07.1981    | Спартак-Щёлково        | 14  | 5     |
| Кобзарь, Павел Юрьевич               | 23.08.1980    | Динамо                 | 10  | 0     |
| Кутузов, Данил Геннадьевич           | 13.03.1987    | Липецк                 | 3   | 1     |
| Лысков, Дмитрий Анатольевич          | 24.09.1987    | Липецк                 | 4   | 0     |
| Маевский, Константин Викторович      | 05.10.1979    | Динамо                 | 14  | 9     |
| Милованов, Иван Сергеевич            | 08.02.1989    | Тюмень                 | 1   | 0     |
| Нугуманов, Ильдар Рамилович          | 05.05.1988    | Тюмень                 | 1   | 0     |
| Пеле Джуниор                         | 29.05.1973    | Динамо                 | 1   | 0     |
| Переверзев, Николай Владимирович     | 15.12.1986    | Тюмень                 | 3   | 1     |
| Погорелов, Кирилл Андреевич          | 25.10.1987    | Норильский никель      | 2   | 0     |
| Прудников, Дмитрий Сергеевич         | 06.01.1988    | ВИЗ-Синара             | 11  | 8     |
| Пула (Вагнер Перейра Каэтано)        | 02.12.1980    | Динамо                 | 13  | 18    |
| Рябинин, Владимир Николаевич         | 22.09.1987    | Спартак                | 3   | 0     |
| Сергеев, Сергей Александрович        | 28.06.1983    | ЦСКА                   | 3   | 0     |
| Сирило (Сирило Тадеус Кардозо Фильо) | 20.01.1980    | Динамо                 | 9   | 8     |
| Фукин, Александр Леонидович          | 26.03.1985    | Дина                   | 3   | 1     |
| Хамадиев, Дамир Дарвисович           | 30.07.1981    | ВИЗ-Синара             | 14  | 12    |
| Шаяхметов, Владислав Наильевич       | 25.08.1981    | ВИЗ-Синара/Динамо      | 14  | 12    |

## Кубок Финпромко2008
| 27 января 2008 | \| Россия \| 3:1 (1:0) \| Хорватия \| \| Константин Маевский 14′ · Дамир Хамадиев 24′, 40′ \| Голы \| Дрндич 21′ \| | Дворец игровых видов спорта, Екатеринбург |
| Россия: Зуев (в) - Шаяхметов, Фукин, Прудников, Погорелов, Рябинин, Лысков, Душкевич, Маевский, Кутузов, Агапов, Хамадиев Хорватия: Джукич (в) - Бугарижа, Грчич, Морина, Деспотович, Репинч, Дрндич, Цимурина, Миятович, Новак, Радман, Блажич, Лаура | |                                           |
| Россия | 3:1 (1:0) | Хорватия                                  |
| Константин Маевский 14′ · Дамир Хамадиев 24′, 40′ | Голы | Дрндич 21′                                |

| 28 января 2008 | \| Украина \| 1:2 (1:2) \| Россия \| \| Якунин 19′ \| Голы \| Дмитрий Прудников 6′ · Константин Душкевич 15′ \| | Дворец игровых видов спорта, Екатеринбург      |
| Украина: Лысенко (в) – Журба, Маржановский, Пилипив, Вахула, Якунин, Легчанов, Замятин, Сильченко, Макаев, Коптев, Хурсов Россия: Зуев (в) - Шаяхметов, Фукин, Прудников, Погорелов, Рябинин, Лысков, Душкевич, Маевский, Агапов, Хамадиев, Кутузов | |                                                |
| Украина | 1:2 (1:2) | Россия                                         |
| Якунин 19′ | Голы | Дмитрий Прудников 6′ · Константин Душкевич 15′ |

## Отборочный турнир ЧМ-2008

### Групповой этап
| М | Команда | И | В | Н | П | Мячи  | ±  | О |
| - | ------- | - | - | - | - | ----- | -- | - |
| 1 | Россия  | 1 | 1 | 0 | 0 | 3 − 2 | +1 | 3 |
| 2 | Сербия  | 1 | 0 | 0 | 1 | 2 − 3 | −1 | 0 |
| 3 | Франция | 0 | 0 | 0 | 0 | 0 − 0 | 0  | 0 |

И — игры, В — выигрыши, Н — ничьи, П — проигрыши, Мячи — забитые и пропущенные голы, ± — разница голов, О — очки

Сборная Франции отказалась от участия, поэтому весь групповой этап состоял из матча против сборной Сербии.
| 2 марта 2008 | \| Россия \| 3:2 (2:1) \| Сербия \| \| Константин Душкевич 2′ · Константин Маевский 10′ · Владислав Шаяхметов 23′ \| Голы \| Райич 13′ · Павичевич 29′ \| | Белград                   |
| Россия: Зуев (в), Маевский (к), Кобзарь, Сирило, Пеле Джуниор, Пула, Шаяхметов, Хамадиев, Душкевич, Азизов, Сергеев Сербия: Раниславлевич (в), Перич, Райич, Павичевич, Богданович, Шошо, Борожевич, Суручич, Живич, Ракич, Райчевич, Блажич, Томин, Божович, Кочич | |                           |
| Россия | 3:2 (2:1) | Сербия                    |
| Константин Душкевич 2′ · Константин Маевский 10′ · Владислав Шаяхметов 23′ | Голы | Райич 13′ · Павичевич 29′ |

### Плей-офф
| 30 марта 2008 | \| Беларусь \| 1:5 (0:5) \| Россия \| \| Кузнецов 30′ \| Голы \| Константин Маевский 1′ (пен.) · Елисеев 2′ (авт.) · Владислав Шаяхметов 8′ · Марат Азизов 9′ · Пула 10′ \| | Минск                                                                                                   |
| Беларусь: Негатин (в), Швайба (в) – Левус (к), Савинцев, Подалинский, Елисеев – Комаров, Кузнецов, Юрага, Попов, Лушковский, Гайдук Россия: Степанов (в), Зуев (в) – Маевский (к), Душкевич, Хамадиев, Шаяхметов – Азизов, Кобзарь, Сирило, Пула – Сергеев | | |
| Беларусь | 1:5 (0:5) | Россия                                                                                                  |
| Кузнецов 30′ | Голы | Константин Маевский 1′ (пен.) · Елисеев 2′ (авт.) · Владислав Шаяхметов 8′ · Марат Азизов 9′ · Пула 10′ |

| 13 апреля 2008 | \| Россия \| 1:1 (0:0) \| Беларусь \| \| Владислав Шаяхметов 33′ \| Голы \| Попов 36′ \| | Москва    |
| Россия: Степанов (в) - Маевский (к), Душкевич, Хамадиев, Шаяхметов - Кобзарь, Пула, Азизов, Сергеев - Лысков Беларусь: Швайба (в) (к) - Кузнецов, Гайдук, Попов, Лушковский - Подалинский, Комаров, Елисеев, Савинцев |                                                                                          |           |
| Россия | 1:1 (0:0)                                                                                | Беларусь  |
| Владислав Шаяхметов 33′ | Голы                                                                                     | Попов 36′ |

## «Гран-при Норильский никель» 2008
В рамках турнира сборная России провела международный матч против сборной Хорватии.
| 18 мая 2008 | \| Хорватия \| 1:5 (1:2) \| Россия \| \| Бугария 7′ \| Голы \| Александр Фукин 15′ · Константин Маевский 16′ · Пула 25′ · Константин Душкевич 30′ · Данил Кутузов 35′ \| | Норильск                                                                                               |
| Хорватия: Благажич – Грчич, Маптан, Видович, Протега, Пенава, Маринович, Бугария, Лучич, Маптинач Россия: Климовский (Пузанков) – Маевский, Душкевич, Фукин, Переверзев, Кутузов, Лысков, Нугуманов, Пула, Рябинин, Милованов, Голунов | | |
| Хорватия | 1:5 (1:2) | Россия                                                                                                 |
| Бугария 7′ | Голы | Александр Фукин 15′ · Константин Маевский 16′ · Пула 25′ · Константин Душкевич 30′ · Данил Кутузов 35′ |

## Чемпионат мира 2008 года

### Первый раунд
|    | Команда            | И | В | Н | П | ГЗ | ГП | +/- | Очки |
| -- | ------------------ | - | - | - | - | -- | -- | --- | ---- |
| 1. | Бразилия           | 4 | 4 | 0 | 0 | 49 | 1  | +48 | 12   |
| 2. | Россия             | 4 | 3 | 0 | 1 | 50 | 15 | +35 | 9    |
| 3. | Япония             | 4 | 2 | 0 | 2 | 13 | 24 | −11 | 6    |
| 4. | Куба               | 4 | 1 | 0 | 3 | 16 | 25 | −9  | 3    |
| 5. | Соломоновы острова | 4 | 0 | 0 | 4 | 6  | 69 | −63 | 0    |

| 2 октября 2008 | \| Россия \| 10:5 (5:2) отчёт \| Куба \| \| Меса 4′ (авт.) · Владислав Шаяхметов 7′, 35′ (пен.) · Константин Маевский 7′ · Дмитрий Прудников 8′ · Сирило 9′, 32′ · Дамир Хамадиев 29′ · Пула 37′, 40′ \| Голы \| Мадригал 15′ · Меса 17′, 35′, 38′ · Моралес 36′ \| | «Гинасио Нильсон Нельсон», Бразилиа Зрителей: 3462 |
| Россия: Зуев – Прудников, Душкевич, Маевский, Хамадиев — Шаяхметов, Кобзарь, Пула, Азизов, Сирило, Агапов                                                 | |                                                    |
| Россия | 10:5 (5:2) отчёт | Куба                                               |
| Меса 4′ (авт.) · Владислав Шаяхметов 7′, 35′ (пен.) · Константин Маевский 7′ · Дмитрий Прудников 8′ · Сирило 9′, 32′ · Дамир Хамадиев 29′ · Пула 37′, 40′ | Голы | Мадригал 15′ · Меса 17′, 35′, 38′ · Моралес 36′    |

| 4 октября 2008 | \| Бразилия \| 7:0 (4:0) отчёт \| Россия \| \| Шумахер 3′ · Дмитрий Прудников 8′ (авт.) · Ленисио 14′, 22′ · Сисо 16′ · Фалкао 29′ · Винисиус 32′ \| Голы \| \| | «Гинасио Нильсон Нельсон», Бразилиа Зрителей: 8202 |
| Бразилия: Тиаго – Габриэль, Шумахер, Ленизио, Маркиньо – Ари, Сисо, Винисиуш, Бетао, Фалькао, Вильде Россия: Зуев – Прудников, Агапов, Маевский, Хамадиев – Шаяхметов, Пула, Азизов, Сирило, Переверзев | |                                                    |
| Бразилия | 7:0 (4:0) отчёт | Россия                                             |
| Шумахер 3′ · Дмитрий Прудников 8′ (авт.) · Ленисио 14′, 22′ · Сисо 16′ · Фалкао 29′ · Винисиус 32′ | Голы |                                                    |

| 6 октября 2008 | \| Россия \| 31:2 (20:0) отчёт \| Соломоновы острова \| \| Дамир Хамадиев 1′, 2′, 14′, 30′, 34′ · Владислав Шаяхметов 1′, 2′, 21′, 35′ · Сирило 3′, 4′, 10′, 10′, 11′, 32′ · Пула 4′, 5′, 10′, 16′, 16′, 18′, 24′, 25′, 27′ · Константин Маевский 5′, 13′ · Константин Агапов 7′ · Дмитрий Прудников 14′, 34′ · Николай Переверзев 36′ · Марат Азизов 39′ \| Голы \| Уэтни 22′ · Леа’алафа 27′ \| | «Гинасио Нильсон Нельсон», Бразилиа Зрителей: 5548 |
| Россия: Степанов (Климовский) - Шаяхметов, Прудников, Агапов, Хамадиев — Пула, Душкевич, Маевский, Сирило, Переверзев, Азизов | |                                                    |
| Россия | 31:2 (20:0) отчёт | Соломоновы острова                                 |
| Дамир Хамадиев 1′, 2′, 14′, 30′, 34′ · Владислав Шаяхметов 1′, 2′, 21′, 35′ · Сирило 3′, 4′, 10′, 10′, 11′, 32′ · Пула 4′, 5′, 10′, 16′, 16′, 18′, 24′, 25′, 27′ · Константин Маевский 5′, 13′ · Константин Агапов 7′ · Дмитрий Прудников 14′, 34′ · Николай Переверзев 36′ · Марат Азизов 39′ | Голы | Уэтни 22′ · Леа’алафа 27′                          |

| 8 октября 2008 | \| Россия \| 9:1 (3:0) отчёт \| Япония \| \| Дмитрий Прудников 3′, 28′ · Дамир Хамадиев 7′, 9′, 20′ · Константин Агапов 21′ · Пула 22′ · Константин Маевский 22′ · Владислав Шаяхметов 37′ \| Голы \| Канаяма 25′ \| | «Гинасио Нильсон Нельсон», Бразилиа Зрителей: 4454' |
| Россия: Зуев – Прудников, Шаяхметов, Агапов, Хамадиев – Кобзарь, Пула, Азизов, Душкевич, Маевский, Сирило                                     | |                                                     |
| Россия | 9:1 (3:0) отчёт | Япония                                              |
| Дмитрий Прудников 3′, 28′ · Дамир Хамадиев 7′, 9′, 20′ · Константин Агапов 21′ · Пула 22′ · Константин Маевский 22′ · Владислав Шаяхметов 37′ | Голы | Канаяма 25′                                         |

### Второй раунд
|    | Команда   | И | В | Н | П | ГЗ | ГП | +/- | Очки |
| -- | --------- | - | - | - | - | -- | -- | --- | ---- |
| 1. | Испания   | 3 | 3 | 0 | 0 | 11 | 4  | +7  | 9    |
| 2. | Россия    | 3 | 1 | 1 | 1 | 9  | 11 | −2  | 4    |
| 3. | Аргентина | 3 | 0 | 2 | 1 | 6  | 7  | −1  | 2    |
| 4. | Парагвай  | 3 | 0 | 1 | 2 | 8  | 12 | −4  | 1    |

| 11 октября 2008                                                                                           | \| Испания \| 5:2 (1:1) отчёт \| Россия \| \| Альваро 12′ · Торрас 30′ · Даниэль 32′ (пен.) · Хави Родригес 38′ · Амадо 39′ \| Голы \| Дмитрий Прудников 17′ · Константин Маевский 26′ \| | «Гинасио Нильсон Нельсон», Бразилиа Зрителей: 6244 |
| Россия: Зуев – Кобзарь, Пула, Маевский, Сирило — Шаяхметов, Прудников, Азизов, Душкевич, Агапов, Хамадиев | |                                                    |
| Испания                                                                                                   | 5:2 (1:1) отчёт | Россия                                             |
| Альваро 12′ · Торрас 30′ · Даниэль 32′ (пен.) · Хави Родригес 38′ · Амадо 39′                             | Голы | Дмитрий Прудников 17′ · Константин Маевский 26′    |

| 12 октября 2008                                                                                               | \| Россия \| 5:4 (2:1) отчёт \| Парагвай \| \| Пула 7′, 31′, 34′ · Владислав Шаяхметов 18′, 39′ \| Голы \| Ротелла 19′ (пен.) · Алькарас 22′, 31′, 38′ \| | «Гинасио Нильсон Нельсон», Бразилиа Зрителей: 4371 |
| Россия: Степанов – Кобзарь, Пула, Маевский, Сирило — Шаяхметов, Прудников, Азизов, Душкевич, Агапов, Хамадиев | |                                                    |
| Россия | 5:4 (2:1) отчёт | Парагвай                                           |
| Пула 7′, 31′, 34′ · Владислав Шаяхметов 18′, 39′                                                              | Голы | Ротелла 19′ (пен.) · Алькарас 22′, 31′, 38′        |

| 14 октября 2008                                                                         | \| Аргентина \| 2:2 (1:1) отчёт \| Россия \| \| Амас 4′ · Гонсалес 35′ \| Голы \| Константин Душкевич 16′ · Дмитрий Прудников 31′ \| | «Гинасио Нильсон Нельсон», Бразилиа Зрителей: 6407 |
| Россия: Зуев – Кобзарь, Пула, Азизов, Душкевич — Шаяхметов, Прудников, Агапов, Хамадиев | |                                                    |
| Аргентина                                                                               | 2:2 (1:1) отчёт | Россия                                             |
| Амас 4′ · Гонсалес 35′                                                                  | Голы | Константин Душкевич 16′ · Дмитрий Прудников 31′    |

### Плей-офф
| 16 октября 2008 | \| Россия \| 2:4 (1:3) отчёт \| Бразилия \| \| Пула 17′ · Дамир Хамадиев 25′ \| Голы \| Фалкао 3′ · Шумахер 7′ · Винисиус 18′ · Габриэл 37′ \| | «Гинасио Мараканазиньо», Рио-де-Жанейро Зрителей: 4910 |
| Россия: Зуев - Кобзарь, Пула, Азизов, Маевский — Шаяхметов, Прудников, Душкевич, Хамадиев, Сирило Бразилия: Тиаго - Габриэл, Шумахер, Ленисио, Маркиньо, Ари, Сисо, Винисиус, Фалкао, Вилде, Карлиньос. | |                                                        |
| Россия | 2:4 (1:3) отчёт | Бразилия                                               |
| Пула 17′ · Дамир Хамадиев 25′ | Голы | Фалкао 3′ · Шумахер 7′ · Винисиус 18′ · Габриэл 37′    |

| 18 октября 2008 | \| Россия \| 1:2 (0:1) отчёт \| Италия \| \| Константин Душкевич 25′ \| Голы \| Фолья 6′ · Ассис 39′ \| | «Гинасио Мараканазиньо», Рио-де-Жанейро Зрителей: 6867 |
| Россия: Зуев – Кобзарь, Пула, Азизов, Маевский – Шаяхметов, Прудников, Душкевич, Хамадиев Италия: Феллер – Джубански, Баптистелла, Бертони, Нора – Грана, Форте, Ассис, Фабиано, Фолья, Моргадо | |                                                        |
| Россия | 1:2 (0:1) отчёт                                                                                         | Италия                                                 |
| Константин Душкевич 25′ | Голы | Фолья 6′ · Ассис 39′                                   |

Сборная России заняла на турнире четвёртое место